# Gerhardodon
Gerhardodon is een geslacht van uitgestorven zoogdieren uit het Vroeg-Krijt van Zuid-Engeland. Het was een lid van de orde Multituberculata en leefde met dinosauriërs als Mantellisaurus. Het ligt binnen de onderorde Plagiaulacida en de familie Pinheirodontidae.

## Naamgeving
Het geslacht Gerhardodon ('Gerhard's tand') werd benoemd in 1992 door Zofia Kielan-Jaworowska en P.C. Ensom op basis van de enige soort Gerhardodon purbeckensis. De geslachtsnaam eert Gerhard Hahn en verbindt diens naam met een Grieks odoon, 'tand'. Het is bekend uit lagen van Durlston Bay uit het Berriasien (Vroeg-Krijt) van Dorset, Engeland. Het is een multituberculaat zoogdier van het eiland Purbeck, Dorset, waar de soortaanduiding naar verwijst. Deze formatie wordt soms beschouwd als gedeeltelijk Laat-Jura. Het is eind jaren tachtig door Ensom gevonden in de Sunnydown Farm Quarry.
Het holotype is DORCM GS 19, een derde linkerpremolaar. Vijf andere tanden zijn toegewezen, mede aan een cf. Gerhardodon purbeckensis.

## Beschrijving
De bovenrand van de derde premolaar ligt vrijwel overdwars in plaats van gewelfd te zijn. Het profiel is ruwweg trapeziumvormig, iets langer dan hoog, in plaats van ovaal of rechthoekig. De afstand tussen de derde en tweede karteling is groter dan de afstand tussen de andere kartelingen onderling. De derde richel is de langste. 
Bij sommige premolaren zijn knobbels door putjes vervangen.

## Fylogenie
Gerhardodon werd oorspronkelijk in de Paulchoffatiidae geplaatst.